# Velikiye Luki

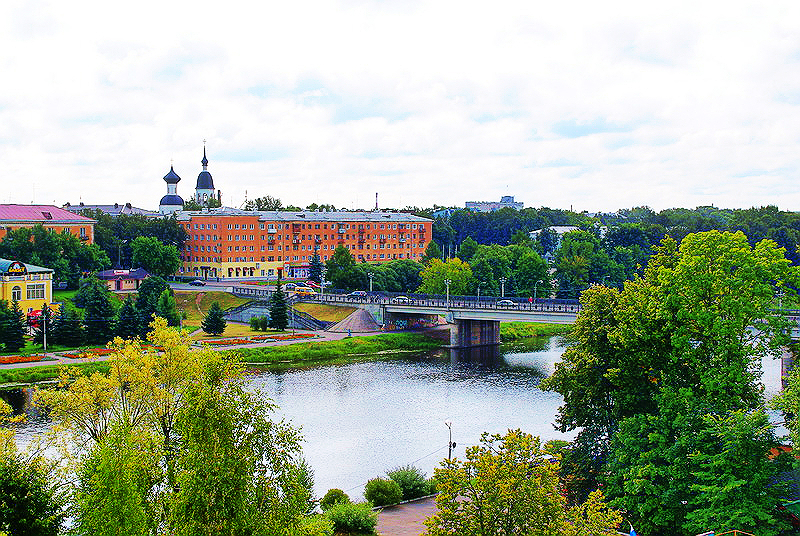
Velikiye Luki

Velikiye Luki (tiếng Nga:) là một thành phố Nga. Thành phố này thuộc chủ thể Pskov Oblast. Thành phố có dân số 104.979 người (theo điều tra dân số năm 2002). Đây là thành phố lớn thứ 152 của Nga theo dân số năm 2002.